# Grigny (Pas-de-Calais)
Grigny ist eine französische Gemeinde mit 292 Einwohnern (Stand: 1. Januar 2022) im Département Pas-de-Calais in der Region Hauts-de-France. Sie gehört zum Arrondissement Montreuil und zum Gemeindeverband Les 7 Vallées. Die Einwohner werden Grignois und Grignoises genannt.

## Lage
Die Gemeinde Grigny liegt am Fluss Ternoise im Artois, 24 Kilometer südöstlich von Montreuil-sur-Mer. Nachbargemeinden von Grigny sind Wamin im Norden, Le Parcq im Osten und Südosten, Marconne im Südwesten sowie Huby-Saint-Leu im Westen und Nordwesten.

## Bevölkerungsentwicklung
| Jahr                       | 1962 | 1968 | 1975 | 1982 | 1990 | 1999 | 2006 | 2016 | 2022 |
| Einwohner                  | 369  | 383  | 399  | 375  | 361  | 329  | 299  | 295  | 292  |
| Quellen: Cassini und INSEE |      |      |      |      |      |      |      |      |      |

## Sehenswürdigkeiten

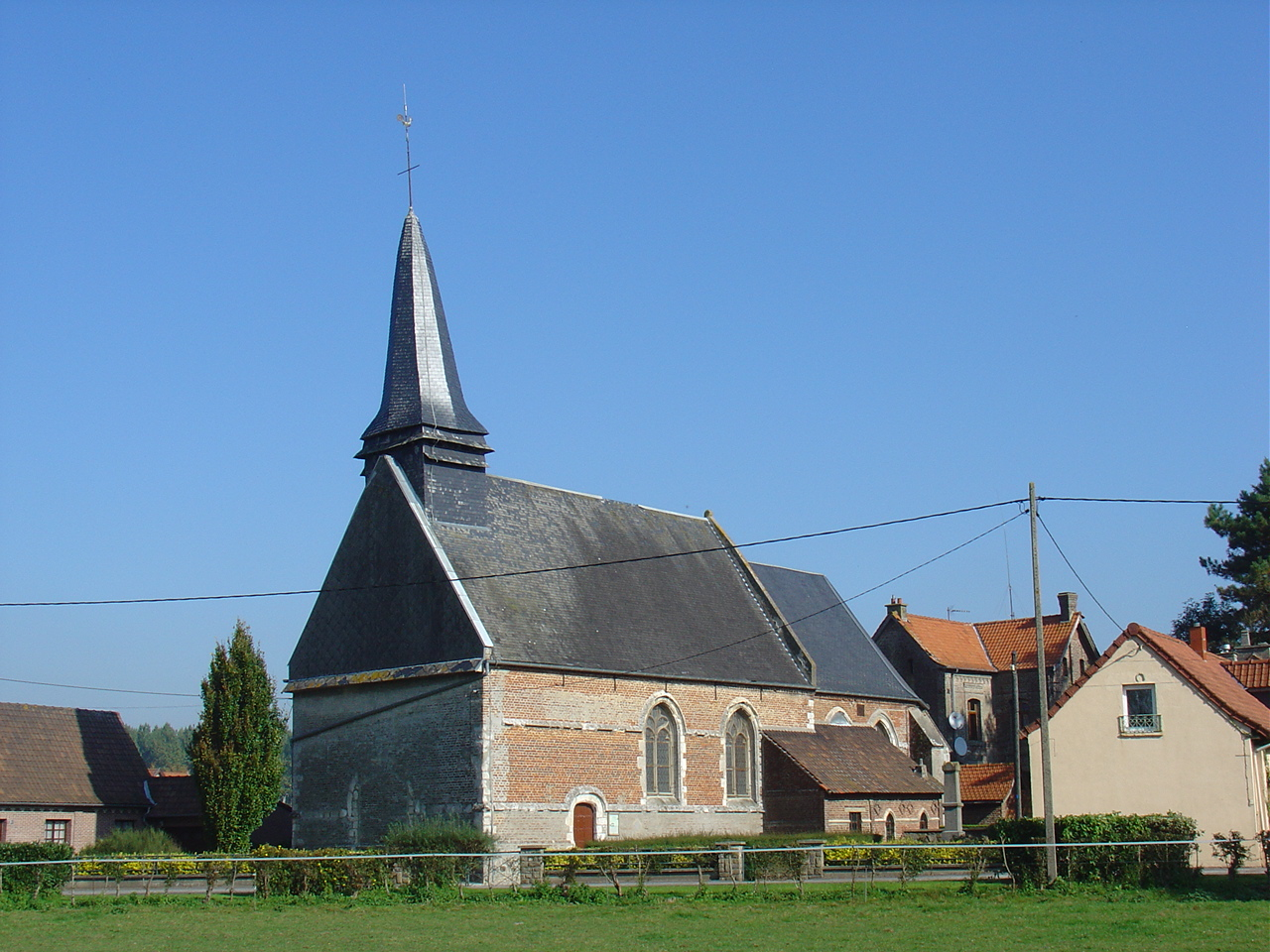
Kirche Sainte-Gertrude
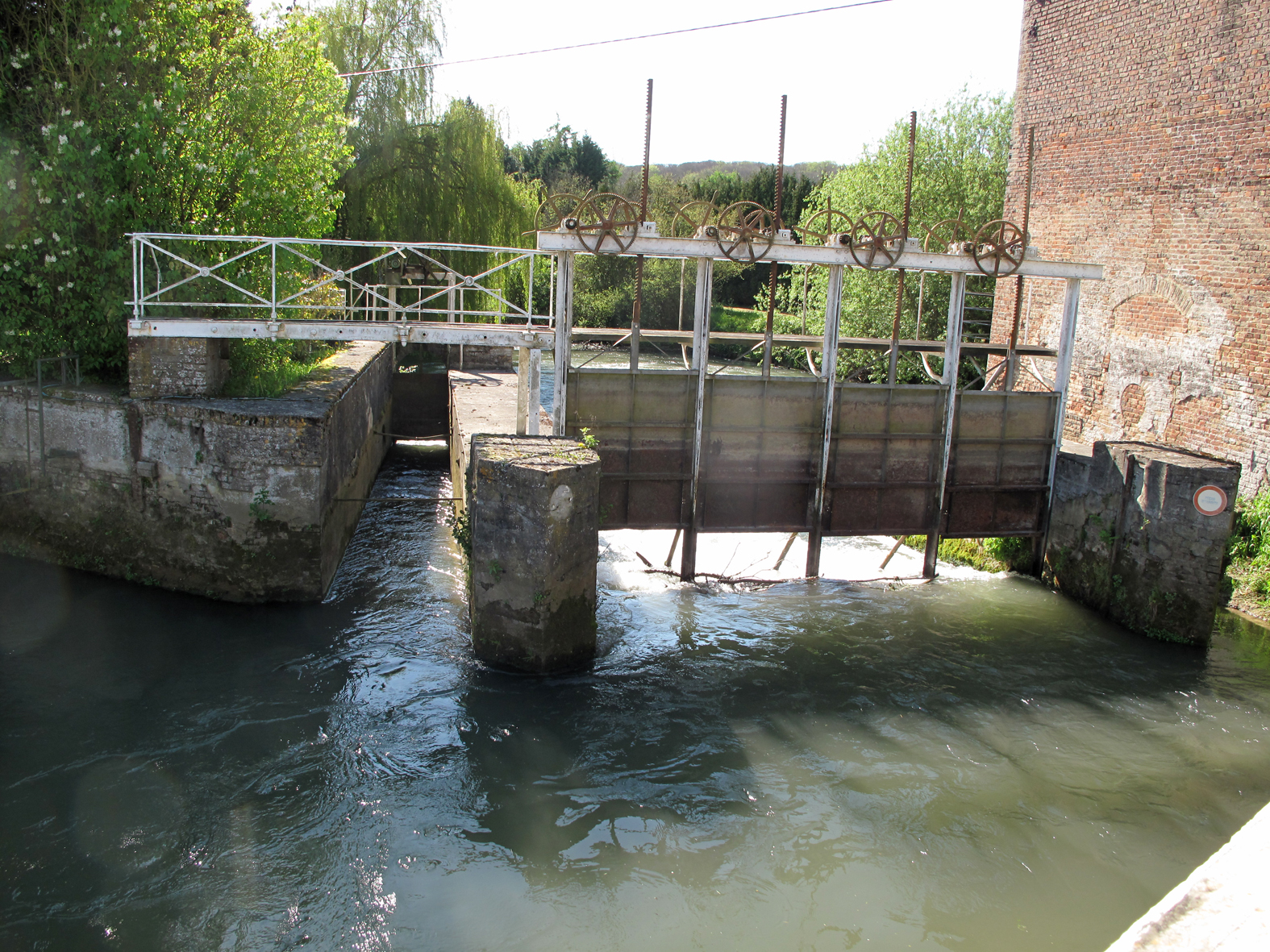
Wassermühle
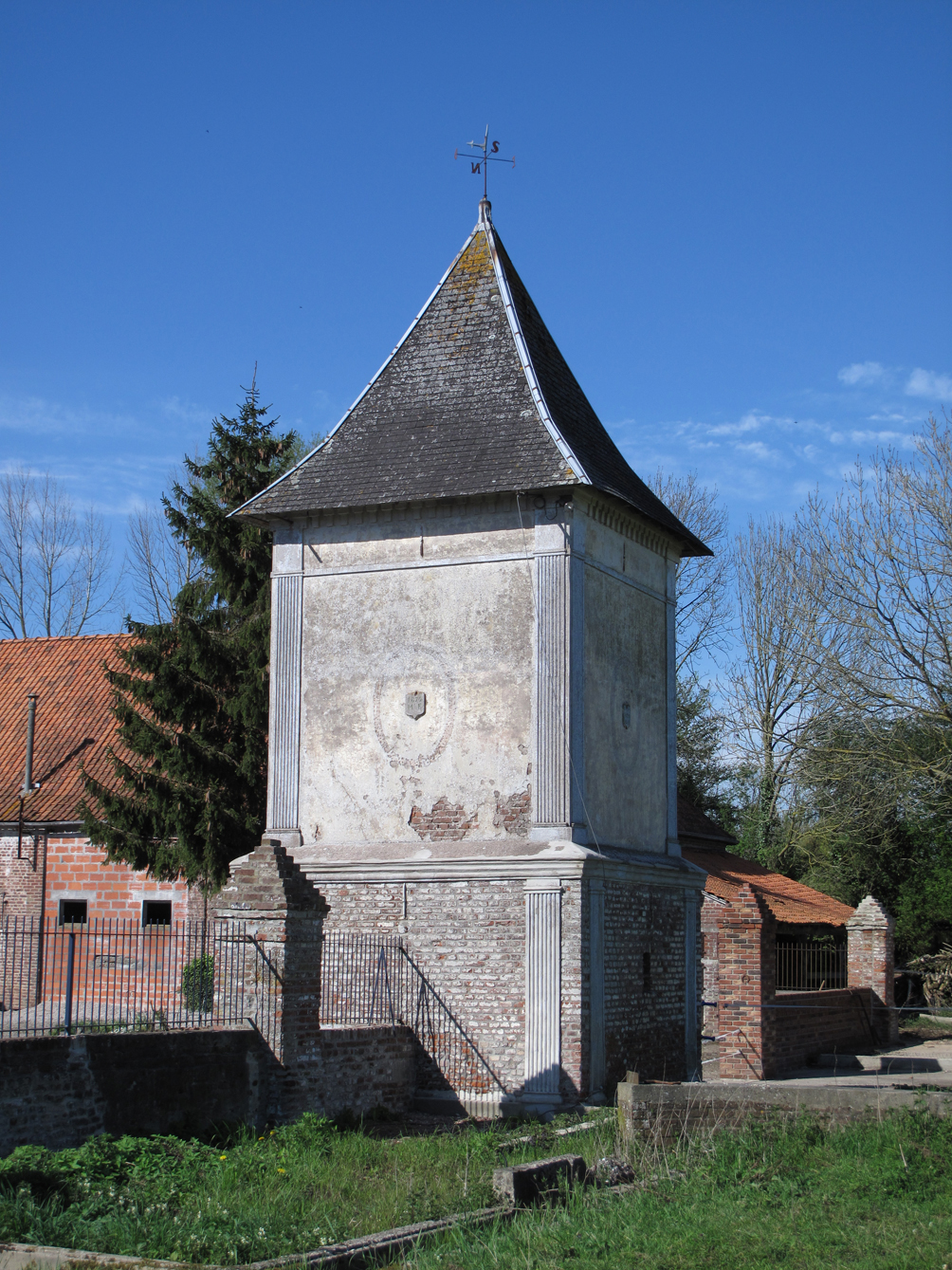
Taubenturm
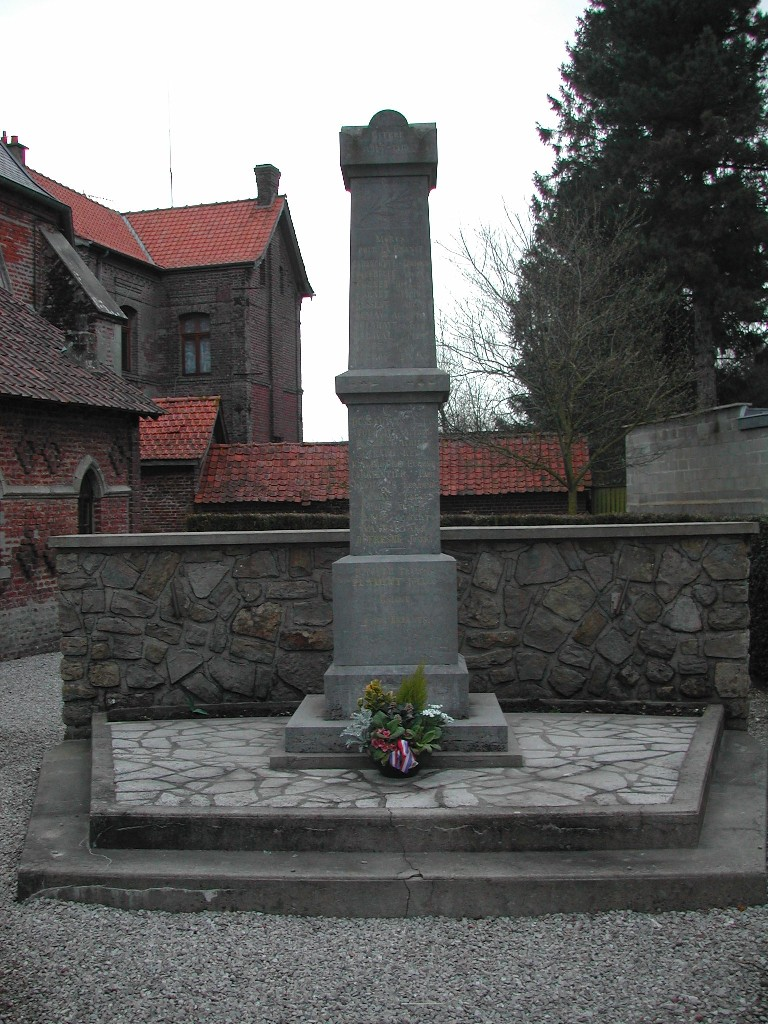
Gefallenendenkmal

- Kirche Sainte-Gertrude
- Wassermühle
- Taubenturm
- Gefallenendenkmal